# Landesregierung Jäger
Die Landesregierung Jäger bildete die Niederösterreichische Landesregierung nach der Machtübernahme der Nationalsozialisten am 12. März 1938 bis zur Ablösung von Jäger als Gauleiter und Landeshauptmann am 24. Mai 1938.

## Regierungsmitglieder
| Amt                       | Name             | Ressorts |
| ------------------------- | ---------------- | -------- |
| Landeshauptmann/Gauleiter | Roman Jäger      |          |
| Landesstatthalter         | Julius Kampitsch |          |
| Landesrat                 | Franz Holly      |          |
| Landesrat                 | Emmo Langer      |          |
| Landesrat                 | Franz Rappell    |          |
| Landesrat                 | Karl Spiegel     |          |
| Landesrat                 | Josef Strasser   |          |